# RBS 70
RBS 70 – przenośny przeciwlotniczy zestaw rakietowy naprowadzany na odbity promień lasera, produkowany w Szwecji przez Saab Bofors Dynamics. Zestaw został zaprojektowany jako następca używanego przez wojska szwedzkie zestawu FIM-43 Redeye. Operator zestawu oświetla cel (samolot lub śmigłowiec) wiązką laserową, a pocisk wykorzystując swoje pokładowe systemy detekcji, wykrywa tę wiązkę i podąża ku niej do celu. Kluczową rolę odgrywa tu wyszkolenie operatora, od którego precyzyjnego oświetlenia celu zależy skuteczność działania zestawu.  
Pierwsze wersje pocisku posiadały zasięg ok. 5000–6000 m oraz pułap ok. 3000 m. Najnowsza wersja BOLIDE posiada zasięg ok. 8000 m oraz pułap ok. 5000 m.

## Użytkownicy
- Argentyna (30 szt.)
- Australia  (250 szt.)
- Bahrajn (161 szt.)
- Czechy (90 szt.)
- Finlandia (250 szt.)
- Indonezja (150 szt.)
- Iran (200 szt.)
- Irlandia (25 szt.)
- Norwegia (2300 szt.)
- Pakistan (1230 szt.)
- Singapur (500 szt.)
- Szwecja
- Tajlandia (15 szt.)
- Tunezja (300 szt.)
- Wenezuela (200 szt.)
- Zjednoczone Emiraty Arabskie (304 szt.)